# 史料
史料即可做為研究或討論歷史之材料的人、事、物。史料的形式和分類非常廣泛，也沒有一定的形式、標準，某事物是否為史料、或其史料價值之高低，通常必須由史學家依其專業知識進行判斷。

## 史料分類
史料的分類方法很多，較常見的區分方式有以原始程度区分和以史料形式區分兩種。如以原始程度區分，可分為一手史料和二手史料；如以史料形式區分，則可分為文字史料和非文字史料。

### 以原始程度區分

#### 一手史料
一手史料(primary source)，有關歷史事件的文物和當事人直接記錄的史料。

#### 二手史料
二手史料(second source)，有關歷史事件，由後人轉述記載而非由當事人直接記錄的史料。

### 以史料形式區分

#### 文字史料
- 史書：距離要研究的時代較近的人所寫的史書，是研究當時的重要史料，例如《漢書》之於漢代歷史，《通典》對於唐代制度的歷史。明清的地方志對各地區歷史的研究等。
- 檔案文書類：尤其對政治史及社會史研究頗有幫助。例如長沙《走馬樓吳簡》中的戶籍資料、唐代的法律條文、明清檔案、南京國民政府的檔案等。
- 思想或學術著作：反映當時人的思想、觀念、以及學術的發展。如由《孟子》中可看到戰國時代人的思想觀念，藉由《黃帝內經》可了解中國古代人的醫學以及對人的身體的認識。《皇朝經世文篇》反映了清代人的政治社會思想以及政治社會上的問題等等。
- 文學作品：文學作品的內容雖有虛構之處，但常可反映當時人的生活、想法以及觀念等，對於文化史、思想史、社會生活史的研究有所助益。如從《世說新語》看六朝人的思想及生活，由元雜劇看元代人的觀念及生活，從《金瓶梅》觀察晚明文化及生活。司馬光《通鉴》卷一九五贞观十三年末尾傅奕临终前描述：“上命僧咒奕，奕初无所觉，须臾，僧忽僵仆，若为物所击，遂不复苏。又有婆罗门僧言得佛齿，所击前无坚物。长安士女辐凑如市。”，来源则是唐人李伉的《独异志》、韦绚的《刘宾客嘉话录》和宋初王傥的《唐语林》。
- 日常生活中的文字遺留：包括如古代的農民曆、商店的帳薄、土地契約書，以及私人來往的書信等。由於這些大多不是刻意留傳下來的東西，常能更真實地反映當時的實際生活及想法。
- 報刊雜誌：為近現代史的重要史料，一般性報紙有助了解一些事件的發展，以及當時人從不同觀點對此事的了解；娛樂性的報刊則可以觀察當時人的文化和生活。
- 口述史料：多用於現代史的研究，藉由對尚在人世的當時人訪問口述而獲得對歷史更直接深入的了解。
- 其他：包括如碑刻、墓誌、族譜等等。

#### 非文字史料
- 圖像類：如繪畫、壁畫、刺繡圖案及漫畫等，有助於了解當時人的生活及審美觀等。圖像史料中最有名的是有助於研究宋代城市生活的《清明上河圖》。
- 實物類：包括古代建築、家具、衣物、器物、飾品、錢幣、墓葬，用以探討當時人的生活及觀念等等。這類的史料，有很大部分是由考古發掘的。
- 風俗類：藉由對於當今流傳風俗文化的觀察，作為討論歷史現像的依據，例如由現今對遺留的民間信仰儀式研究為線索，來了解其在古代的情形。或由現在仍存在的原始民族的研究，來推斷早期古代人的生活方式。